# Turgy
Turgy är en kommun i departementet Aube i regionen Grand Est (tidigare regionen Champagne-Ardenne) i nordöstra Frankrike. Kommunen ligger  i kantonen Chaource som ligger i arrondissementet Troyes. År 2022 hade Turgy 44 invånare.

## Befolkningsutveckling
Antalet invånare i kommunen Turgy
Referens: INSEE